# Миловиды (Смоленская область)
Миловиды — деревня в Велижском районе Смоленской области России. Входит в состав Беляевского сельского поселения. 
Расположена в северо-западной части области в 12 км к юго-западу от Велижа, в 12 км южнее автодороги Р133 Смоленск — Невель, на берегу реки Западная Двина. В 86 км южнее деревни расположена железнодорожная станция Рудня на линии Смоленск — Витебск. 

## История
В годы Великой Отечественной войны деревня была оккупирована гитлеровскими войсками в июле 1941 года, освобождена в сентябре 1943 года.

## Население
Нет жителей, рядом находится гражданское кладбище.